# Червоное Озеро (Сумская область)
Червоное Озеро (укр. Червоне Озеро) — село,
Червоноозерский сельский совет,
Путивльский район,
Сумская область,
Украина.
Код КОАТУУ — 5923888001. Население по переписи 2001 года составляло 228 человек.
Является административным центром Червоноозерского сельского совета, в который, кроме того, входят сёла
Жары,
Козловка и
Чаплищи.

## Географическое положение
Село Червоное Озеро находится в 3-х км от правого берега реки Сейм вокруг озера Червоное.
На расстоянии в 1,5 км расположены сёла Белогалица, Пересыпки и Жары.

## История
- Село Червоное Озеро известно с XVIII века.
- Сельцо Святое Озеро и селение Жары были поселены на пустоши Титовой Дубравы. Об этом упоминает землемер Сомов в планах дач генерального и специального межевания, запись в которых датирована 19 августа 1783 года (http://rgada.info/opisi/1354-opis_219-1/0045.jpg)

## Экономика
- Свино-товарная ферма.
- «Лива», ЧП.

## Объекты социальной сферы
- Школа.